# Franz Bareiter
Franz Bareiter (* 30. Januar 1903 in Steinheim, Regierungsbezirk Darmstadt; † 11. Juni 1985) war ein hessischer Politiker (FDP) und ehemaliger Abgeordneter des Hessischen Landtags.

## Ausbildung und Beruf
Franz Bareiter absolvierte nach dem Besuch von Volksschule und Handelsschule eine kaufmännische Ausbildung und war vier Semester
Gasthörer an der Maschinenbauschule. Danach arbeitete er als kaufmännischer Angestellter, bis er von 1939 bis 1945 Kriegsdienst leistete.

## Politik
Franz Bareiter, der vor 1945 kein Mitglied in einer Partei war, trat nach dem Krieg der FDP bei und war für diese von 1948 bis 1952 Gemeindevertreter und ab 1950 Kreistagsabgeordneter. Von 1952 bis 1974 war er Stadtverordneter und Stadtverordnetenvorsteher der Stadt Steinheim. Am 31. Januar 1968 wurde er zum Stadtältesten der Stadt Steinheim ernannt.
Vom 14. Oktober 1957 bis zum 30. November 1958 war er Mitglied des Hessischen Landtags. Zeitweilig war er Hauptgeschäftsführer des Landesverbandes Hessen der FDP.

## Sonstige Ämter
Franz Bareiter war ehrenamtlicher Verwaltungsrichter.